# Castello di Camber

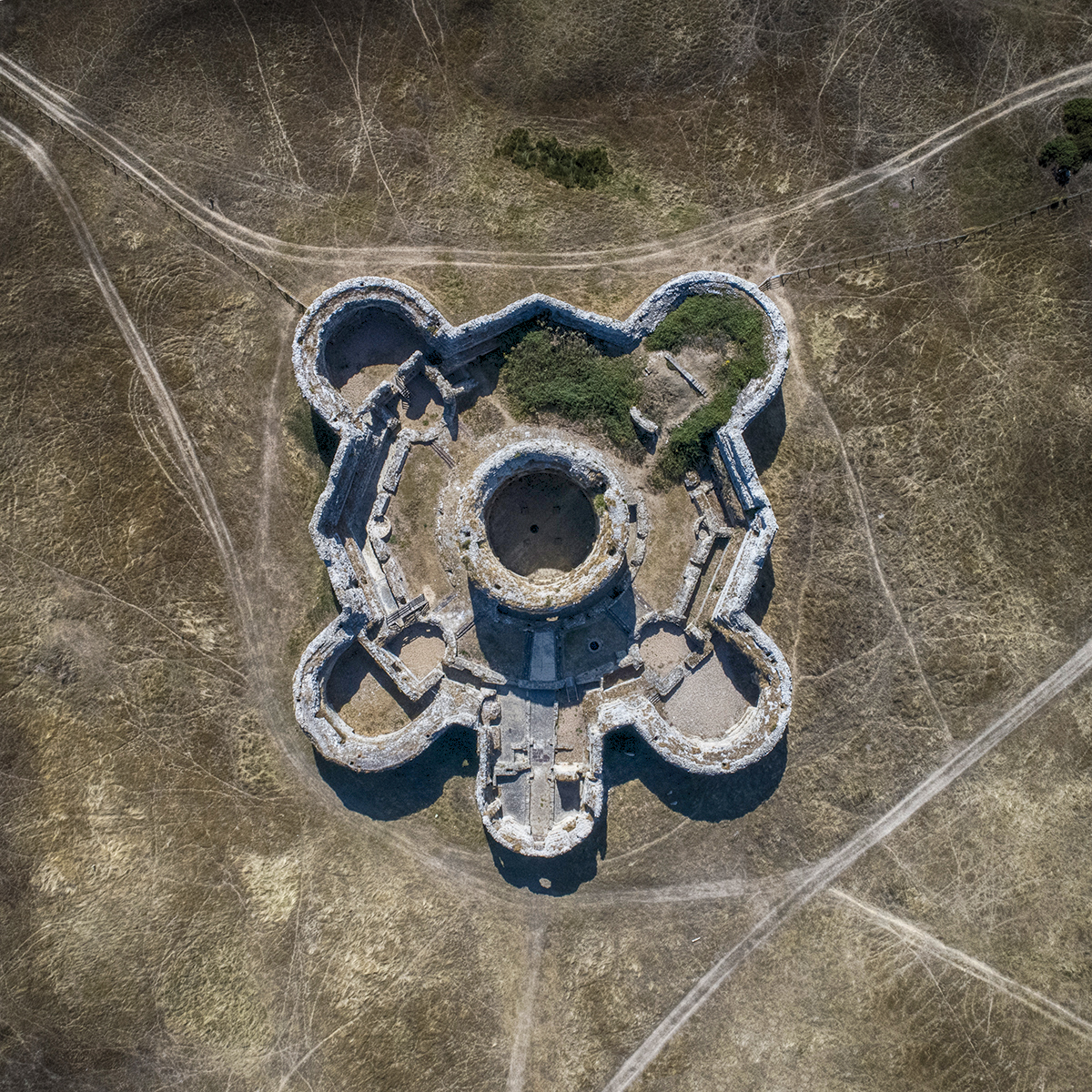
Veduta area delle rovine del castello

Il castello di Camber (in inglese Camber Castle), noto un tempo come castello di Winchelsea (in inglese Winchelsea Castle), è un forte marittimo della cittadina inglese di Camber, nell'East Sussex (Inghilterra sud-orientale), realizzato a partire dal 1512 e il 1544 per volere di re Enrico VIII.
L'edificio, classificato come castello di primo grado, è gestito dall'English Heritage e costituisce uno dei monumenti della Rye Harbour Nature Reserve.

## Storia
La parte più antica del castello, il torrione circolare, venne fatto costruire da Enrico VIII nel 1512 a difesa del porto di Rye. La sua costruzione durò circa due anni.
La struttura rimase quindi sostanzialmente inalterata per oltre venticinque anni, fino alla fine degli anni trenta, quando vennero aggiunti dei bastioni difensivi e il castello di Camber andò a costituire uno dei cosiddetti "Device Forts", i forti marittimi in difesa da possibili attacchi da parte dei Francesi dopo l'accordo stipulato da quest'ultimi nel 1538 con gli Spagnoli e dopo la rottura del sovrano inglese con la Chiesa cattolica. Nel corso della ristrutturazione, venne anche innalzato il torrione e vennero installate delle postazioni per i cannoni.
Successive modifiche vennero quindi apportate nel 1542, quando il castello di Camber assunse una forma geometrica simile a quella dei castelli di Deal e Walmer e vennero aggiunti quattro ulteriori bastioni circolari di fronte all'ingresso. La costruzione dell'edificio terminò quindi nel 1544 e l'edificio venne dotato di 28 cannoni d'artiglieria e sorvegliato da altrettanti uomini.
Negli anni ottanta del XVI secolo venne poi installato all'interno del castello di Camber un faro per supportare la navigazione dei pescatori della vicina cittadina di Rye. Successivamente, con il progressivo ritirarsi delle acque e l'insabbiamento del fiume Camber, i cannoni precedentemente installati a livello del mare vennero posti all'altezza del tetto e il castello perse progressivamente la sua importanza strategica.
Nel 1584 il castello venne restaurato per volere della regina Elisabetta I per prevenire possibili attacchi da parte della flotta spagnola, ma nel 1626, dopo che il castello era rimasto pressoché inutilizzato per circa un secolo, re Carlo I d'Inghilterra ne ordinò la demolizione, demolizione che tuttavia non venne mai portata a termine. Conseguenze dell'ordinanza furono il trasferimento dei cannoni a Rye e la sottrazione di parti della struttura per la costruzione di edifici civili.
Il castello, ormai in rovina, venne quindi riutilizzato oltre 300 anni dopo, quando nel corso della seconda guerra mondiale, venne installata una base antiaerea.

## Architettura
Il mastio ha un'altezza di circa 59 metri.